# Pierre Sidos
Pierre Sidos (Saint-Pierre-d'Oléron, 6 de enero de 1927 – Bayeux, 4 de septiembre de 2020) fue un político nacionalista y de ultraderecha francesa. Defensor de la Francia de Vichy y activista antisemita, se le considera una de las figuras más destacadas del nacionalismo francés de la segunda mitad del XX. Sidos fue fundador y jefe de Jeune Nation (1949–1958) y de la organización nacionalista L'Œuvre française (1968–2013). 

## Biografía

Logo de L'Œuvre française.

Sidos fue condenado en 1946, con tan solo 16 años, por unirse a la Francia de Vichy durante la Segunda Guerra Mundial y la ocupación nazi. Tras pasar dos años de internamiento en el Campo de concentración de Struthof-Natzweiler, fundó en 1949 Jeune Nation, una de las organizaciones que promovían el neofascismo en la Francia de posguerra.  Famoso por su violencia insurreccional durante la guerra de Argelia, la organización fue disuelta por decreto ministerial en 1958. 
Condenado una segunda vez en 1963 por reactivar una organización ilegalizada y por comprometer la seguridad del Estado, Sidos fundó el movimiento Occident al año siguiente, pero pronto rompió con el grupo. Finalmente creó otro movimiento de ultraderecha en 1968: L'Œuvre française, que dirigió hasta el 2012. El movimiento fue prohibido un año más tarde, convirtiéndolo en la cuarta asociación fundada por Sidos que fue disuelta por las autoridades francesas. 